# Рупрехт фон Пфалц-Мозбах
Рупрехт фон Пфалц-Мозбах (на немски: Ruprecht von Pfalz-Mosbach (Rupert); † 1 ноември 1465, Ибс, Австрия) е от 1457 до 1465 г. като Рупрехт I 43-тият епископ на Регенсбург.

## Живот
Син е на пфалцграф Ото I фон Пфалц-Мозбах и Йохана Баварска (1413 – 1444). Внук е на крал Рупрехт III.
Рупрехт е предложен от император Фридрих III, крал Владислав Постум и херцог Лудвиг IX за епископ. Папата се съгласява и го назначава на мястото на вече избрания Хайнрих фон Абсберг. Рупрехт I умира само на 32 години и Хайнрих отново е избран за епископ.